# 291 a. C.
El año 291 a. C. fue un año del calendario romano prejuliano. En el Imperio romano se conocía como el Año 463 Ab urbe condita. 

## Acontecimientos
- La rebelión de Mitrídates da origen al reino del Ponto.

## Fallecimientos
- Dinarco, orador ático (n. 361 a. C.)

- Datos: Q80161